# Confuciusornis sanctus
Confuciusornis sanctus («священний птах Конфуція» (рід: Конфуцій + грец. ὄρνις (орніс), «птах»; вид: лат. sanctus, «священий»)) — викопний вид мезозойських птахів ряду Confuciusornithiformes. Виявлений в 1995 році Хоу Ляньхаєм (Hou Lianhai) та колегами в ранньо-крейдовій геологічній формації Хаомідіанці у місцевості Сіхетун в провінції Ляонін на північному сході Китаю. Confuciusornis sanctus являє собою важливий бічну гілку в еволюції птахів.

## Загальний опис[2]

### Череп
Череп відносно товстий з відносно низьким рострумом. Передщелепна кістка доволі велика та видовжена в передньо-задньому напрямку. Орбітальні вікна зменшені. Зубні дуги міцні та злегка загострені спереду. Надкутові кістки помітно видовжені.

### Зуби
Зубні ряди сильно редукований, наявний лише слабко розвинутий передній.

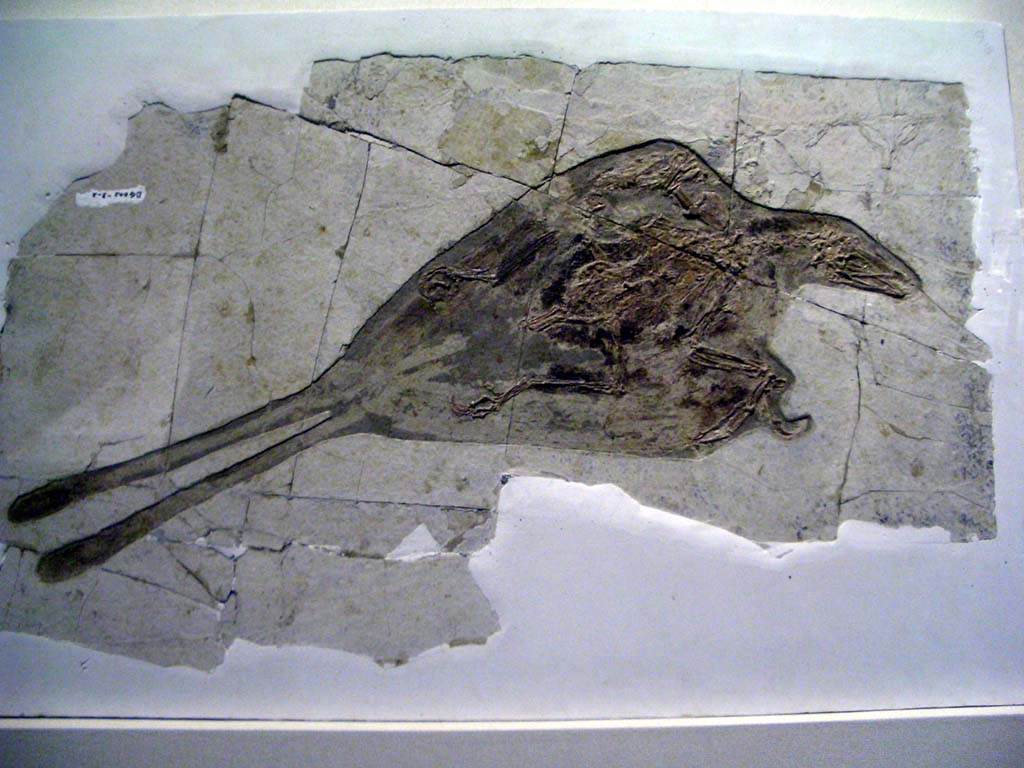
Відбиток виду, що зберігається у Музеї науки Гонконгу

### Передня та задня кінцівки
Подібна до таких в Archaeopteryx. Проксимальний відділ плечової кістки розширений з пневматичним отвором.

### Хвостові хребці
Коротші за дорсальний ряд, більшість термінальних центрів почали злиття.

### Оперення, кігті та здатність до польоту
Крила передніх кінцівок мають повністю розвинене махове пір'я. Це свідчить про виразну здатність літати. Самці мали довге пір'я на хвості. На відміну від більшості сучасних птахів Confuciusornis sanctus зберіг пазурі на пальцях крил. Ноги з сильними загнутими кігтями були адаптовані для сидіння на деревах.

## Середовище існування та особливості харчування
Близько 125 мільйонів років тому на місці знахідки розташовувалось прісноводне озеро. Воно містило чимало риби, безхребетних, ссавців, динозаврів і примітивних птахів. Вибух вулкану поховав мешканців озера і прибережної території. Дрібнозернистий вулканічний попіл і швидке поховання тварин уможливило певною мірою збереження м'яких тканин, внутрішніх органів та пір'я.
Сотні зразків були знайдені у формуванні Сіхутен, тому вважається, що конфуціорніси жили колоніями вздовж берегів водойм, можливо, протягом періоду гніздування чи парування
Вид є типовим у роді Конфуціусорніс (Confuciusornis). Вважається, що представники цього роду є одними з найперших відомих видів птахів, що еволюційно втратили притаманні рептиліями зуби. Натомість вони набули легкого кератиновго дзьобу, хоча він і відрізнявся від дзьобу сучасних птахів. Через зазначені особливості будови ротового апарату, тварина харчувалася м'якою їжею.